# Санта Луча (Лука)
Санта Луча је насеље у Италији у округу Лука, региону Тоскана.
Према процени из 2011. у насељу је живело 97 становника. Насеље се налази на надморској висини од 235 м.